# Bohuszewo (obwód miński)
Bohuszewo (biał. Багушова, ros. Богушово) – wieś na Białorusi, w obwodzie mińskim, w rejonie mińskim, w sielsowiecie Chaceżyn.